# Ochyrocera aragogue
Ochyrocera aragogue es una especie de araña araneomorfa del género Ochyrocera, familia Ochyroceratidae. Fue descrita científicamente por Brescovit, Cizauskas & Mota en 2018.

## Distribución geográfica
Es endémica de Brasil. Lleva el nombre de la araña gigante Aragog en Harry Potter y la cámara secreta. Fue descubierto en el Bosque Nacional Carajás en Pará, Brasil.